# Rhynchospora cariciformis
Rhynchospora cariciformis är en halvgräsart som beskrevs av Christian Gottfried Daniel Nees von Esenbeck. Rhynchospora cariciformis ingår i släktet småag, och familjen halvgräs. Inga underarter finns listade i Catalogue of Life.